# 4. Sinfonie (Ives)

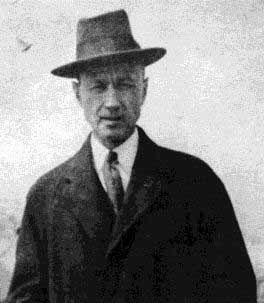
Charles Ives um 1913

Die 4. Sinfonie des amerikanischen Komponisten Charles Ives (1874–1954) wurde um 1925 abgeschlossen, erklang aber erst 40 Jahre später erstmals komplett. Sie verlangt eine große Besetzung einschließlich Chor und stellt die Interpreten vor hohe Anforderungen, etwa durch das simultane Übereinanderschichten von Instrumentalgruppen, die in unterschiedlichen Metren und Tempi musizieren.

## Entstehung, Besetzung und Charakterisierung
Die Entstehungszeit der 4. Sinfonie erstreckte sich über den Zeitraum von etwa 1910 bis 1925 und fällt damit in die späte Schaffensphase von Charles Ives. Kennzeichnende Elemente sind Poly- und Atonalität, Polymetrik und -rhythmik, Cluster und Collageverfahren, wobei auch mit Vierteltönigkeit und Aleatorik experimentiert wird.
Die Partitur verlangt ein sehr umfangreiches Instrumentarium einschließlich Chor (wobei 1. und 3. Satz jeweils kleiner besetzt sind):
- „Distant Choir Ensemble“ (Fernchor bzw. -ensemble): Harfe und 5 Violinen, räumlich vom Hauptorchester getrennt.
- Hauptorchester: Piccoloflöte, 3 Flöte, 2 Oboen, 3 Klarinetten in B (erste optional in A, 1. Satz), 1 oder 2 Saxophonspieler (Tenorsaxophon in B, Baritonsaxophon in Es), 2 Fagotte, 4 Hörner in F, 6 Trompeten in C (fünfte auch Kornett in C), 4 Posaunen, Tuba, Celesta, „Ether Organ“ (= Theremin o. ä., optional), Klavier in Vierteltonstimmung, „Orchester“-Klavier (vierhändig), Orgel, Schlagwerk mit Xylophon (optional), Hohe und tiefe Glocken, Pauken, Triangel, „Indian Drum“, Piccolopauke, Kleine Trommel, Große Trommel, Becken und Gongs (Tamtams), Soloklavier, Streicher (teils solistisch)
- Separates Schlagwerkensemble (räumlich vom Hauptorchester getrennt; nur 4. Satz):  Kleine Trommel, „Indian Drum“, Große Trommel, Becken und Gong (Tamtam)
- Vierstimmiger Chor (SATB)

Neben der großen Besetzung stellen auch die, in teils völlig unabhängigen Metren notierten, simultanen musikalischen Abläufe Herausforderungen, die kaum ohne ein bis zwei Assistenz-Dirigenten, zusätzlich zum Hauptdirigenten, zu bewältigen sind.
Die Aufführungsdauer beträgt etwa gut 30 Minuten.
Die vier Sätze der Sinfonie sind wie folgt überschrieben:
1. Prelude: Maestoso
2. Comedy: Allegretto
3. Fugue: Andante moderato
4. Finale: Very slowly – Largo maestoso

Alle vier Sätze fußen auf früheren Werken von Charles Ives: Der erste auf dem Finale seiner 1. Violinsonate mit dem Lied „Watchman“, der zweite auf der Klavierkomposition „The Celestial Railroad“, der dritte Satz auf dem ersten Satz des 1. Streichquartetts, und der letzte auf einem verlorenen Memorial March und dem Schlussabschnitt des 2. Streichquartetts. Jeder dieser Teile basiert auf Zitaten, in erster Linie geistliche Hymnen. Für seine 4. Sinfonie ergänzte Ives jedoch neue musikalische Substanz um und zwischen existierenden Passagen, einschließlich vieler weiterer Hymnenzitate, so dass vielschichtige Texturen, wie sie für die Collagetechnik von Ives typisch sind, entstanden.
In einer Programmnotiz zur Teil-Uraufführung 1927 (nur die beiden ersten Sätze) fasste der Ives-Freund Henry Bellamann das „Ästhetische Programm“ des Werks zusammen als „the searching questions of What? and Why? which the spirit of man asks of life. This is particularly the sense of the prelude. The three succeeding movements are the diverse answers in which existence replies“ („die bohrende Frage nach dem Was und Warum des Lebens, die vor allem der Sinn des Preludes ist. Die drei folgenden Sätze geben unterschiedliche Erwiderungen, mit denen die Existenz antwortet“).

### 1. Satz
Der nur gut dreiminütige erste Satz ist dreiteilig und kontrastiert großes Orchester einschließlich Chor mit einem kleinen Fernensemble aus Harfe und Solostreichern. Nach kurzer, gebieterisch-feierlicher Einleitung im Fortissimo und Unisono der tiefen Streicher und Klavier mit anschließender Trompetenfanfare erklingt weich das Fernensemble, das auch den größten Teil des Satzes mit Fragmenten aus „Bethany“ („Nearer, My God, to Thee“) hinterlegt. Im zweiten Teil intoniert ein Solocello den Beginn der Hymne „In the Sweet Bye-and-Bye“, der mit anderen Motiven begleitender Instrumente fortgesponnen wird. Der dritte Teil ist eine Adaption des Liedes „Watchman, Tell Us of the Night“ („Wächter, erzähle uns von der Nacht“) von Charles Ives nach einem Gedicht von Lowell Mason, gesungen vom Chor im Unisono, untermalt von Klavier und Streichern. In der Begleitung des Fernensembles und anderer Instrumente erscheinen Fragmente weiterer Hymnen. Der Satz verklingt im vierfachen Pianissimo.

### 2. Satz
Der zweite Satz ist eine erweiterte orchestrale Form der Klavierfantasie „Celestial Railroad“ von Ives (ca. 1925), ergänzt durch Einschübe und Stimmhinzufügungen. Außermusikalische Grundlage ist die allegorische Erzählung „The Celestial Railroad“ von Nathaniel Hawthorne. Darin träumt ein Mann von einer Eisenbahnpassage in den Himmel, die ihm als Alternative zum beschwerlichen Pilgerpfad angeboten wird, bis er erkennt, dass er sich in Wahrheit auf dem Weg zur Hölle befindet. Der Schläfer erwacht unter den Klängen einer Blaskapelle und mit der Erkenntnis, dass es keine einfache Antwort auf die im 1. Satz aufgeworfenen elementaren Fragen gibt. In der Musik treten in einer komplexen Collage und teils asynchronen Metren imitierte Eisenbahngeräusche neben Zitate aus Märschen und Hymnen (wie „Beulah Land“, „Marching Through Georgia“, „In the Sweet Bye-and-Bye“, „Turkey in the Straw“, „Yankee Doodle“, „Jesus, Lover of My Soul“, „Nearer, My God, to Thee“ und „Columbia, the Gem of the Ocean“). Nach Ives ist der Satz „kein Scherzo im üblichen Sinne, sondern eine Komödie… Der Traum oder die Fantasie schließt mit einem Einbruch der Realität – der 4. Juli in Concord – Blechbläser, Schlagwerk etc.“

### 3. Satz
In scharfem Kontrast zu den vorangehenden komplexen Klangballungen steht der klar diatonische dritte Satz, eine Doppelfuge, basierend auf den Hymnen „From Greenland’s Icy Mountains“ und „All the Hail of the Power“. Der Satz ist kleiner besetzt (wenige Bläser, Streicher, Pauke und Orgel). In einer Episode wird auch Bachs „Dorische Fuge“ zitiert, die Ives in seiner Jugend als Organist spielte. Am Ende erklingt in der Trompete das Weihnachtslied „Joy to the World“. Gemäß Charles Ives symbolisiert die Doppelfuge die „Reaktion des Lebens auf Formalismus und Ritualismus.“

### 4. Satz
Im Finale erscheinen kurz nach Beginn Fragmente von „Nearer, My God, to Thee“ in den tiefen Streichern und hoch im Fernensemble von Geigen und Harfe. Diese Hymne ist – neben anderen Hymnenzitaten – stets gegenwärtig, wandert langsam in die mittleren Register und wird aus Bruchstücken allmählich zusammengesetzt, bis sie vom wortlos singenden Chor übernommen wird, begleitet von abwärtsschreitenden Skalen. Der Komponist setzt in diesem Satz ein separates Schlagzeugensemble ein, das durchgängig in einem vom Hauptorchester unabhängigen Tempo zu spielen hat. Am Ende verklingt die Musik allmählich, zuletzt im Fernensemble und separaten Schlagwerk. Nach Ives stellt das Finale „eine Verherrlichung des vorangegangenen Gehalts dar, in Begriffen, die etwas mit der Wirklichkeit der Existenz und ihrer religiösen Erfahrung zu tun haben.“

## Uraufführung / Rezeption
1926 erschien die Partitur des 2. Satzes isoliert in Herausgeberschaft von Henry Cowell. Am 29. Januar 1927 wurden die ersten beiden Sätze der 4. Sinfonie unter Leitung von Eugène Goossens uraufgeführt. 1933 dirigierte Bernard Herrmann den 3. Satz, allerdings in eigener Instrumentierung. Die Uraufführung der gesamten Sinfonie fand am 26. April 1965 mit dem American Symphony Orchestra unter Leopold Stokowski in der New Yorker Carnegie Hall statt, elf Jahre nach dem Tod des Komponisten. In der Folgewoche wurde sie mit den gleichen Kräften für das Label Columbia Records eingespielt. Der Erstdruck erfolgte 1965 bei G. Schirmer (AMP), 2011 erschien eine Neuausgabe (Charles Ives Society Critical Edition).